# Hyperbolisk geometri

En triangel och två parallella linjer på en hyperbolisk yta.

Hyperbolisk geometri är en typ av icke-euklidisk geometri. Termen hyperbolisk geometri introducerades av Felix Klein år 1871.
Två hyperboliska linjer definieras som parallella om dessa är disjunkta, vilket betyder att dessa inte har några gemensamma punkter.

## Historia
Det femte axiomet inom euklidisk geometri är parallellaxiomet och detta axiom är mycket omtalat genom att det inte är lika enkelt att formulera samt att innebörden inte är lika självklar. Euklides försökte bevisa parallellaxiomet ur de fyra första axiomen utan resultat.
De fyra första postulaten i Euklides elementa är
- En rät linje kan dras från en punkt till en annan
- En rät linje som är begränsad kan förlängas obegränsat
- En cirkel med given radie kan beskrivas kring varje punkt
- Alla räta vinklar är lika med varandra

Ett antal geometriker har utan framgång försökt bevisa parallellaxiomet, men deras försök ledde till att hyperbolisk geometri föddes. Under 1700-talet beräknades arean av en hyperbolisk triangel och de hyperboliska funktionerna publicerades av Johann Heinrich Lambert. Under 1800-talet började János Bolyai och Nikolai Ivanovich Lobachevsky studera hyperbolisk geometri närmare.

## Icke-korsande linjer

Linjer genom en given punkt P som är asymptoter till linjen R.

En egenskap hos hyperbolisk geometri är förekomsten av mer än en linje parallell med linjen R (se bild) genom en punkt P, som inte ligger på R. Det finns två klasser av icke korsande linjer. Låt B vara den punkt på R sådan att linjen PB är vinkelrät mot R. Betrakta linjen x genom P sådan att x inte skär R och att vinkeln θ mellan PB och x moturs från PB, är så liten som möjligt; det vill säga, en något mindre vinkel tvingar linjen att skära R. Detta kallas en asymptotisk linje inom hyperbolisk geometri. Linjen y, som bildar samma vinkel θ mellan PB och sig själv men medurs från PB, kommer också att vara asymptotisk. De enda två linjer som är asymptotiska till R genom P är x och y. Alla andra linjer genom P som inte korsar R, med vinklar större än θ relativt linjen PB, kallas ultraparallella (en. ultraparallel) till R. Eftersom det finns ett oändligt antal vinklar mellan θ och 90° som var och en bestämmer två linjer genom P som är parallella med R, existerar ett oändligt antal ultraparallella linjer.
Således har vi ínom hyperbolisk geometri en modifierad form av parallellpostulatet: 
Med avseende på en godtycklig linje R och där punkten P inte ligger på R, finns det exakt två linjer genom P som är asymptotiska till R och oändligt många linjer genom P som är ultraparallella med R.
Skillnaderna mellan dessa typer av linjer kan också ses på följande sätt: avståndet mellan asymptotiska linjer går mot noll i en riktning och växer utan gräns i den andra; avståndet mellan ultraparallella linjer ökar i båda riktningarna. Det finns en unik linje i det hyperboliska planet som är vinkelrät mot var och en av ett givet par av ultraparallella linjer. 
Inom euklidisk geometri, är "vinkeln för parallellism" en konstant; det vill säga alla avstånd |BP| mellan parallella linjer ger en vinkel för parallellism lika med 90°. Inom hyperbolisk geometri varierar vinkeln för parallellism med Π(p)-funktionen. Denna funktion, beskriven av Nikolaj Ivanovitj Lobachevsky, producerar en unik vinkel för parallellism på varje sträcka p = |BP|. När avståndet minskar, närmar sig Π(p) 90° och med ökande avstånd närmar sig Π (p) 0°. Således, eftersom avstånden blir mindre, beter sig det hyperboliska planet mer och mer enligt den euklidiska geometrin. I själva verket, på små skalor jämfört med {\displaystyle {\frac {1}{\sqrt {-K}}}}, där K är den (konstanta) gaussiska krökningen av planet, skulle en observatör ha svårt att avgöra om omgivningen är euklidisk eller hyperbolisk.

## Trianglar
Avstånden i hyperboliska planet kan mätas i termer av en längdenhet 
{\displaystyle R={\frac {1}{\sqrt {-K}}}}
där K är den gaussiska krökningen i analogi med sfärens radie inom sfärisk geometri. Med hjälp av denna längdenhet kan en sats i hyperbolisk geometri ställas upp som är analog med Pythagoras sats. Om a, b är kateterna och c är hypotenusan i en rätvinklig triangel och allt mäts i enheten R gäller
{\displaystyle \cosh c=\cosh a\cosh b}
cosh-funktionen är en hyperbolisk funktion, som är analog med den vanliga cosinusfunktionen. Alla sex av de vanliga trigonometriska funktionerna har hyperboliska analogier. I trigonometriska relationer som involverar sidor och vinklar i en hyperbolisk triangel, tillämpas de hyperboliska funktionerna på sidorna och de vanliga trigonometriska funktionerna tillämpas på vinklarna. Till exempel är lagen om sinus för hyperboliska trianglar
{\displaystyle {\frac {\sin A}{\sinh a}}={\frac {\sin B}{\sinh b}}={\frac {\sin C}{\sinh c}}}
Till skillnad från euklidiska trianglar vars vinkelsumma alltid är 180° eller π radianer, är summan av vinklarna i en hyperbolisk triangel alltid mindre än 180°. Arean av en hyperbolisk triangel ges av dess vinkelavvikelse multiplicerat med R² där 
{\displaystyle R={\frac {1}{\sqrt {-K}}}}
En följd av detta är att alla hyperboliska trianglar har en yta mindre än R²π.